# Надеждинка (Старошайговский район)
 Наде́ждинка — деревня в Старошайговском районе Мордовии в составе Новофёдоровского сельского поселения.

## География
Находится на реке Ирсеть на расстоянии примерно 18 километров по прямой на северо-восток от районного центра села Старое Шайгово.

## История
Известно с 1869 года как владельческая деревня Инсарского уезда из З6 дворов. Название от имени дочери владельца деревни Колотилова.

## Население
Постоянное население составляло 36 человек (русские 100 %) в 2002 году, 9 в 2010 году.